# Partición de Bélgica

Comunidades:
Comunidad flamenca
Oficialmente bilingüe
Comunidad francófona
Comunidad germanoparlante

La partición de Bélgica o disolución del Estado belga consiste en la separación de las regiones de Flandes —de habla neerlandesa— y Valonia —de habla francesa—. La tensión entre las dos comunidades ha surgido a raíz de profundos conflictos culturales y económicos, puesto que la primera región es más cercana a los Países Bajos y la segunda a Francia.
Según estimaciones, el 60% de la población belga habla neerlandés, llamado coloquialmente flamenco, mientras que el 40 % habla francés. La mayoría de los 6,23 millones de hablantes de neerlandés viven en la septentrional región de Flandes, mientras que los 3,32 millones de francoparlantes se concentran en el sur, en la región de Valonia. La Región de Bruselas-Capital es oficialmente bilingüe; sin embargo, el 85 % de su población habla francés. Además, 73 000 personas del este de Valonia forman parte de la pequeña comunidad de habla alemana.
Gracias al poder político y económico de la aristocracia francesa, el francés se convirtió en lengua oficial de toda Bélgica en 1898. A pesar de la fuerte reacción de Flandes, el neerlandés no fue declarado oficial en esta región hasta 1921. A esto se sumó el afrancesamiento de Bruselas, ciudad donde hasta 1950 el neerlandés fue la lengua mayoritaria, y que hoy solo es hablada por el 15% de la población. Por otra parte, si bien la región francesa jalonó el crecimiento económico durante el siglo XIX, la industria valona entró en decadencia al mismo tiempo que la de Flandes creció rápidamente a lo largo del siglo XX y dio lugar a una excesiva dependencia del sur respecto al norte.
Actualmente, tanto el ultraderechista Vlaams Belang ('Interés flamenco') como la conservadora Nieuw-Vlaamse Alliantie (N-VA, 'Nueva Alianza flamenca') apoyan el separatismo de Flandes.

## Federalismo belga
El federalismo belga es el federalismo aplicado en Bélgica desde las reformas institucionales de 1970.
Se trata de un sistema federal que ha tomado una forma específica con dos entidades federales, las Comunidades y las Regiones, comparten las competencias públicas con el Estado federal.

## Cuestión lingüística en Bélgica
La cuestión lingüística en Bélgica, también llamada conflicto flamenco-valón es el término utilizado para describir la disputa entre los habitantes neerlandófonos y francófonos del Reino de los Belgas, que se ha prolongado desde el siglo XIX. Este problema lingüístico belga que aún pervive en la actualidad, entre las comunidades neerlandófonas y francófonas, tiene raíces asentadas desde antes de la primera Constitución de Bélgica. Bélgica se caracteriza por una fuerte cuestión comunitaria ligada a tales tensiones lingüísticas y culturales, pero también sociales, económicas e ideológicas. Los belgas de habla neerlandesa se concentran en gran medida en Flandes y se denominan flamencos, aunque los relativamente pocos neerlandófonos que viven en la región oficialmente bilingüe de Bruselas-Capital se consideran sólo parcialmente flamencos. Más de las tres cuartas partes de los belgas francófonos viven en la Región Valona (siendo ellos los únicos que se denominan valones), pero también son la gran mayoría en la Región bilingüe de Bruselas-Capital y también predominan en seis municipios limítrofes con la Región de Bruselas y pertenecientes a Flandes, tras las grandes afluencias al interior de Bruselas en las últimas décadas.
En el siglo XIX, la única lengua oficial reconocida por Bélgica era el francés, que entonces era hablado por una minoría acomodada de la población; en Flandes, la mayoría de la población hablaba dialectos neerlandeses (flamenco, brabantino, limburgués), y en Valonia los patois valón y picardo. Mientras que Valonia se convirtió gradualmente en francófona, al igual que Bruselas, no fue así en Flandes, donde el movimiento flamenco exigió la incorporación del neerlandés como lengua nacional de Bélgica. Como respuesta, surgió el movimiento valón, que pretendía mantener la posición dominante de la lengua francesa al tiempo que afirmaba su originalidad en relación con Francia (el francés belga). 
En el siglo XX, la cuestión comunitaria adquiere mayor importancia en Bélgica y también se hace más compleja, sobre todo con la anexión de los cantones orientales de habla alemana en 1919, el auge del nacionalismo flamenco, las tensiones en torno a Bruselas (ciudad predominantemente francófona en una región predominantemente flamenca), el auge de las reivindicaciones federalistas del movimiento valón y el declive económico de Valonia. Varios acontecimientos políticos, como la cuestión real y la huelga general del invierno de 1960-1961, estuvieron marcados por una fuerte disparidad comunitaria y contribuyeron al aumento de los sentimientos regionalistas.
En la década de 1970, tras el asunto de Lovaina y bajo la presión de las corrientes y partidos regionalistas, se inició una serie de reformas del Estado que pondrían fin a la Bélgica unitaria y sentarían las bases de una Bélgica federal. Bélgica ha tenido numerosas reformas del Estado, la última de ellas en 2014. La década de 1970 fue también un periodo en el que los distintos partidos belgas empezaron a dividirse entre sus alas francófonas y flamencas, hasta el punto de que en la actualidad apenas hay partidos nacionales en Bélgica.

## Nacionalismos
El nacionalismo belga (en neerlandés: Belgicisme, en francés: Belgicanisme) es una ideología que se muestra favorable a un fuerte gobierno centralizado de Bélgica, con menos o ninguna autonomía para la comunidad flamenca, la comunidad francesa, la comunidad alemana y la capital bilingüe de Bruselas (donde el francés y el neerlandés son los idiomas oficiales), y sus respectivas regiones étnicas en Bélgica, que están en las regiones de Flandes, Valonia y la Región de Bruselas-Capital.
Insiste en restaurar la total soberanía del nivel de estado belga, después de décadas de reformas estructurales estatales que han hecho de Bélgica un estado federal desde 1970, contrario a los independentistas flamencos, que abogan por la independencia de Flandes, los regionalistas valones que abogan por una mayor autonomía para de Valonia y los regionalistas alemanes que abogan por una región aparte de Valonia, de la que son parte, por sí mismos. Los nacionalistas belgas abogan por la unidad entre todos los grupos lingüísticos de Bélgica y condenan cada percepción chovinista o discriminación lingüística, abogan por el conocimiento de todas las lenguas oficiales (neerlandés, francés y alemán) y un fuerte sentimiento de ciudadanía multicultural y tolerante.
El nacionalismo flamenco (en neerlandés: Vlaamse Beweging) es un término popular empleado para describir el movimiento que busca la total independencia para la región de Flandes (Bélgica) y el Flandes francés (Francia), más la protección de la lengua neerlandesa y su cultura.
El nacionalismo valón es una corriente política de Bélgica que aspira a un mayor autogobierno y, eventualmente, la independencia de Valonia o la unión con Francia.

## La Unión Europea y las membresías potenciales
En principio, la independencia no es algo contemplado en los tratados constitutivos de la Unión Europea y representantes de la Comisión Europea han afirmado que cuando una parte de un Estado miembro se independiza y desea permanecer en la UE, esta tendría que volver a solicitar su ingreso para unirse como si se tratara de un nuevo país incorporándose desde el principio (por lo que el Estado del que proviene podría votar en contra de su adhesión).
Aunque existen analistas legales que opinan que el territorio resultante de la secesión, de un país comunitario, podría continuar siendo un Estado miembro, la Comisión Europea ha aseverado que la retirada de una parte de un estado miembro dejaría a ese territorio fuera de la Unión Europea; por lo que su ingreso deberá ser aprobado por unanimidad de sus Estados miembros. En 2012 se presentó una Iniciativa Ciudadana Europea que solicitaba a la Unión Europea legislar para que un territorio escindido de un Estado miembro puede ingresar automáticamente en la organización supranacional. Dicha iniciativa fue finalmente denegada.
Respecto a esta circunstancia, y dada la heterogeneidad cultural de la población belga y sus similitudes respectivas con los países limítrofes, desde algunos círculos conservadores[¿cuál?] se ha propuesto la disolución del estado belga y su integración a los países limítrofes: Flandes a los Países Bajos, Valonia a Francia y la comunidad germanófona del este de Valonia a Alemania. También se ha sugerido que, en tal caso, la ciudad de Bruselas se convirtiera en un sujeto federal administrado de forma directa por la Unión Europea que hiciera las veces de capital de la unión.